# نبوتیچنیک
نبوتیچنیک (Nebotičnik) ساختمان اداری مسکونی ۱۳ طبقه مستقر در شهر لیوبلیانا، اسلوونی است، که در سال ۱۹۳۳ احداث گردید.